# BattleBots
BattleBots es un programa de televisión acerca de combates de robots controlados por control remoto. BattleBots Inc. tiene su sede en Vallejo, California y cuenta con la mayoría de sus competencias en San Francisco.
El programa, como en otras competiciones de robots de combate, muestra a los competidores que controlan a distancia robots blindados y armados que han diseñado y construido, se ponen en una arena para luchar en un torneo de eliminación. El ganador de la lucha se decide cuando este logra desactivar o destruir el robot del oponente.
Por 5 temporadas el programa de televisión fue transmitido por la cadena estadounidense Comedy Central, algunos episodios también se han transmitido por el canal estadounidense Discovery Channel. Los episodios filmados en el año 2020 fueron rodados en Lakewood, California.
El programa se centra en los aspectos técnicos y el desarrollo de los robots, así como una breve historia de los desarrolladores y el proceso de construcción de las máquinas.
La primera temporada al aire a partir de agosto de 2000, y la quinta temporada al aire a partir de agosto de 2002. BattleBots fueron anfitriones de Bil Dwyer y Sean Salisbury (con Tim Verde que sustituye a Salisbury después de la segunda temporada) y correspondencia con Baywatch actrices Donna D'Errico, Carmen Electra y Traci Bingham, la exconejita de Playboy Heidi Mark, y los gemelos idénticos Randy y Jason Sklar. Bill Nye fue "de la serie de expertos técnicos".
Debido a la continua disminución de calificaciones (una gran crítica de la serie era que se centraba demasiado en la prensa excéntrica y backstories los constructores de robots, y no lo suficiente en la lucha contra el robot real), Comedy Central de rescisión del contrato con BattleBots Inc. a finales de 2002. El personal ha anunciado en su cuenta de Twitter que Battlebots oficialmente hará su regreso a la televisión el 10 de diciembre de 2009 en CBS Sports College.

## Historia
BattleBots es una rama de la versión original estadounidense de Robot Wars, la idea original de Marc Thorpe. En la década de los años 90 Robot Wars consiguió el respaldo financiero de una compañía discográfica de Nueva York llamada Profile Records.
Los constructores de robots que quedaron en San Francisco formaron BattleBots, Inc. y comenzó una serie de concursos. El primero se celebró en Long Beach, California, en agosto de 1999 y también fue cybercast en ZDTV. El segundo, celebrado en noviembre del mismo año, en Las Vegas, Nevada, fue de pago por evento. Esto llevó a los cinco torneos semestrales BattleBots por televisión en el prime time de la cadena estadounidense Comedy Central a partir de mayo de 2000.

## Clases de peso
Los Robots en los torneos de BattleBots fueron separados en cuatro categorías de peso. Los límites de peso se incrementaron ligeramente con el tiempo. En los torneos de final de las clases fueron:[cita requerida]
- Ligero: 60 libras (27 kilogramos)
- Medio: 120 libras (54 kilogramos)
- Heavyweight: 220 libras (100 kilogramos)
- Superheavyweight: 340 libras (154 kilogramos)

## Encuentros
Los encuentros son de 3 minutos de duración. Durante un duelo, dos robots hacen todo lo posible para destruirse unos a otros con los medios disponibles. La arena de combate es denominada BattleBox, y se encuentra dentro de un estudio con audiencia en vivo.
Solo hay 2 acontecimientos que pueden provocar una pausa en el encuentro para que personas puedan entrar en el BattleBox. Uno de ellos es cuando los robots están pegados y no se puede separar o cuando se quedan sin poder moverse por daños. El otro escenario es que uno o ambos robots se incendien. En ese caso, las personas que entran en la BattleBox están equipadas con un extintor de incendios.
Si un robot es incapaz de moverse durante 30 segundos, porque está muy dañado o Se le avería el motor, se aplica una cuenta regresiva de 10 segundos y es declarado fuera de combate. El controlador también puede solicitar que se pare el combate, perdiéndolo, si ve que su robot está a punto de ser destruido. Esto activa la cuenta regresiva y el controlador “pide” (pero no ordena) a su oponente no atacar durante los 10 segundos de recuento.
En aproximadamente la mitad de los encuentros, los dos robots sobreviven a los 3 minutos. En ese caso, 3 jueces distribuirán 5 puntos por apartado a analizar: 5 puntos por agresividad, 5 por estrategia o manejo y 5 por daños causados al oponente. En total 45 puntos, 15 puntos por cada juez. El robot con el puntaje más alto gana. Un robot que se aleja siempre de su oponente no tendrá muchos puntos en agresividad, uno que ataca todo el tiempo, sí. La categoría de estrategia puntúa lo bien que un robot explota las debilidades de su oponente, protege las propias y se ocupa de los peligros. Un robot alcanzado por las sierras que salen del suelo, perderá puntos en este apartado, a menos que haya una buena razón para hacerlo, mientras que un robot que es capaz de atacar los puntos débiles de su oponente ganará puntos. La categoría de daños evalúa cuánto daño puede ocasionar el robot a su oponente, mientras que ellos mismos logran permanecer intactos.
El ganador avanza de ronda, el perdedor es eliminado del torneo.
Al final del torneo, una serie de "resucitación" o "rondas de cuerpo a cuerpo” se realizan normalmente en cada categoría de peso, permitiendo que los robots que sobrevivieron al torneo principal combatan “todos contra todos" en un encuentro de 5 minutos. De vez en cuando hay demasiados robots para actuar todos juntos, y se celebran varios encuentros entre los finalistas contra los robots sobrevivientes compitiendo en un evento final. Durante la Temporada 5 Heavyweight Rumble (los primeros rumores de la competencia), una esquirla arrancada de un robot pasó por el techo y cayó entre la audiencia, pero sin dañar a nadie. Debido a esto, el resto de los combates fueron cancelados por problemas de seguridad.

## El BattleBox
El BattleBox es una Arena cuadrada de 48'x48' construida de forma que proteja a los conductores, los funcionarios, y público de la metralla ocasionada por los destrozos entre los robots. Consta de una planta de acero, con armazón de acero en la parte inferior de los paneles de paredes y de policarbonato antibalas en el resto de paredes y en el techo. Los equipos traen sus robots hasta las puertas, que están selladas. Solo se activan después de haber salido de todas las personas. Los controladores los manejan desde fuera de la arena sellado.[cita requerida]

## Riesgos de Arena
Operado por "Pulverizador Pete Seguro", los riesgos de arena están destinados a hacer las peleas más interesantes e imprevisibles, y para premiar a los conductores que pueden sortear los peligros, mientras empujan o llevan a su oponente hacia ellos. Los riesgos incluyen:[cita requerida]
- Pulverizadores: Mazos de 150 libras que pueden hacer daños importantes a cualquier robot que pasa por debajo de ellos. Originalmente los mazos causaban daños mínimos, por eso se aumentó su peso a 50 libras, y, finalmente, se convirtieron en mazos de 150 libras, unos 68 kilogramos de peso (temporadas 3 y otras).
- Tiras de Spike: Cubren las paredes de la arena, consisten en puntas de acero afilado de 6 pulgadas. La estrategia consiste en empujar a un oponente contra el un muro para inmovilizar al oponente.
- Spinners: Discos que giran en el piso con la intención de interferir con la conducción. Estos afectan mayormente a las clases ligeras, ya que los robots de peso mayor son lo suficientemente pesados como para pasar por encima de los spinners sin problema
- Kill Saws: The Kill Saws son sierras circulares que se levantan sobre el suelo a gran velocidad tan pronto como un robot lo sobrepasa. Las sierras de carburo pueden arrancar los neumáticos un bot o dañar el chasis.
- Pistons: Introducida por primera vez en la temporada 3, los Pistons son las columnas de acero que suben y bajan desde el piso sin previo aviso. Como no están afilados, no hacen mucho daño a los robots, pero pueden detener a un robot que ataca o hacerlo saltar por los aires. Los Pistons fueron eliminados para las temporadas 4 y 5.
- Baquetas: Son estas puntas de acero afiladas en grupos de 6, sirven tanto para levantar un robot como para estropear su armadura inferior.
- Tornillos: Dispositivos que rotan constantemente colocados horizontalmente en el borde de la Arena. Estos toman un robot y arrastrarle cerca de los pulverizadores. Algunos poseen dientes para un mayor agarre.